# Dekanat Baumburg
Das Dekanat Baumburg war bis 1. Januar 2024 ein Dekanat der römisch-katholischen Kirche  im Norden des Landkreises Traunstein im Erzbistum München und Freising. 

## Dekanat
Territorial umfasste das Dekanat in etwa den Norden des Landkreises Traunstein mit dem Mittelzentrum Traunreut/Trostberg. Das Dekanat umfasst acht Pfarrverbände und zwei Einzelpfarreien, nämlich die Pfarrei Taching am See, die Pfarrei Baumburg, den Pfarrverband Garching-Engelsberg, den Pfarrverband Palling-Freutsmoos, den Pfarrverband Tittmoning, den Pfarrverband Obing, den Pfarrverband Trostberg-Schwarzau, den Pfarrverband Tacherting, den Pfarrverband Seeon und den Pfarrverband Traunreut Letzter Dekan war Konrad Roider, Pfarradministrator der Pfarrei Taching am See.

## Geschichte

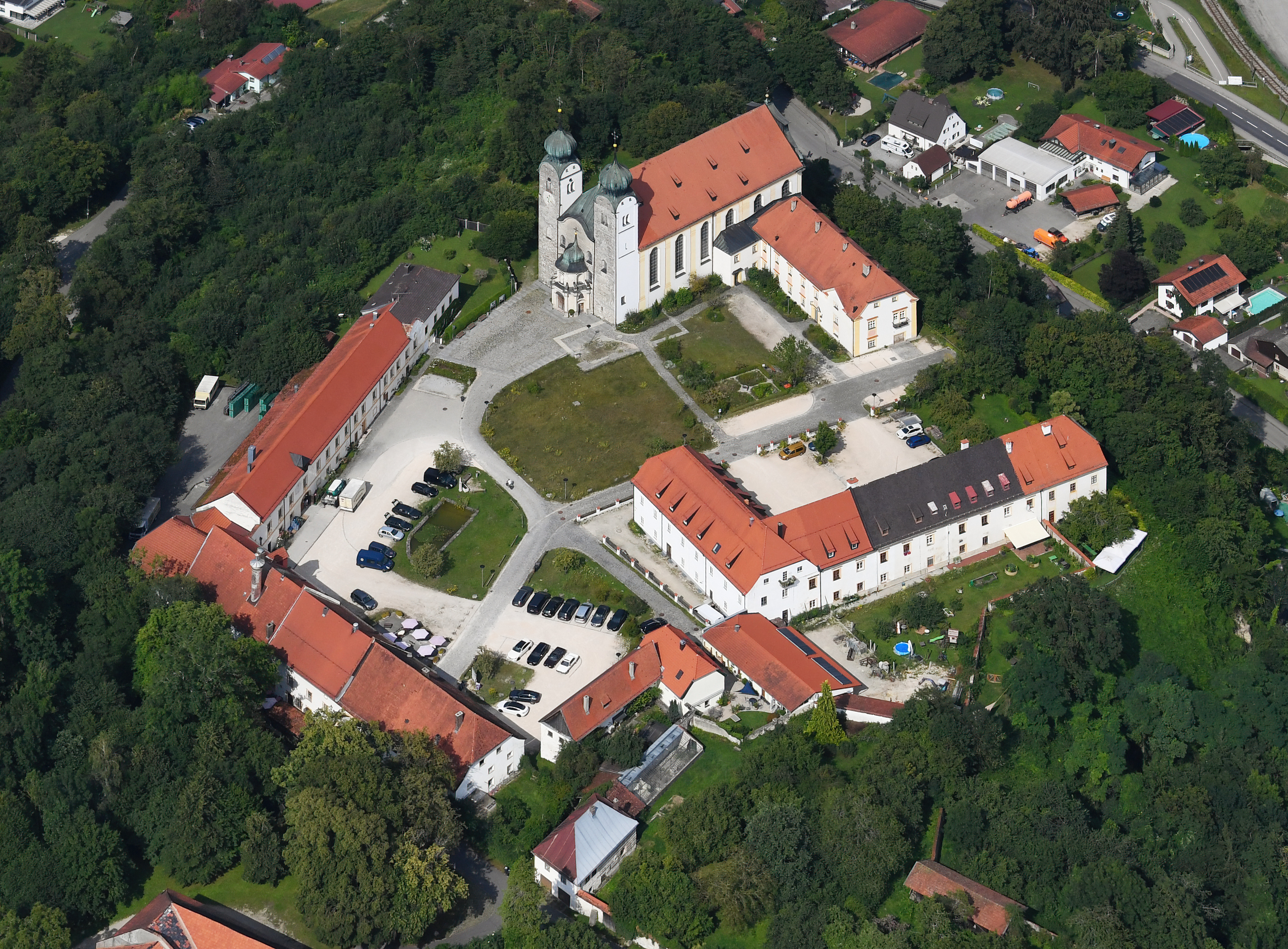
Kloster Baumburg aus der Luft gesehen

Das Kloster Baumburg war ein Augustiner-Chorherren-Stift im nördlichen Landkreis Traunstein, das durch Graf Berengar I. von Sulzbach um 1107/09 gegründet wurde. 1185 übertrug der Erzbischof von Salzburg dem Augustiner-Chorherrenstift das Archidiakonat. Dadurch fungierte der Propst des Stifts als Stellvertreter des Erzbischofs für die kirchliche Gerichtsbarkeit, die Kirchenaufsicht sowie die Vermögensverwaltung. Im Zuge der Säkularisation wurde das Stift im Jahr 1803 aufgelöst. Bis Anfang des 19. Jahrhunderts war für das Gebiet östlich des Inns das Erzstift Salzburg Landesherr, 1810 kam der Bereich als Rupertiwinkel zu Bayern. Kirchenrechtlich kam das Gebiet endgültig mit dem Konkordat von 1817 von Salzburg zum Erzbistum München und Freising.
Bis Anfang 2024 war Baumburg auch ein katholisches Dekanat, das die Pfarrgemeinden des nördlichen Chiemgaus umfasst. Das Dekanat war jedoch kein historisch gewachsenes Gebilde, sondern entstand erst durch die Dekanatsneugliederung der Erzdiözese München und Freising zum 1. Januar 1973, die im Nachvollzug der staatlichen Gebietsreform in Bayern erfolgte.

Mit der Dekanatsreform, die zum 1. Januar 2024 in Kraft trat, wurden die 40 Dekanate im Erzbistum München und Freising zu 18 Dekanaten zusammengefasst. Die Pfarrverbände und Einzelpfarreien selbst blieben dadurch unangetastet. Das Dekanat Baumburg kam zum 1. Januar 2024 zum Dekanat Traunstein.